# سیارک ۲۱۳۸۹
سیارک ۲۱۳۸۹ (به انگلیسی: 21389 Pshenichka، نامگذاری:1998FX27) بیست و یک هزار و سیصد و هشتاد و نهمین سیارک کشف شده‌است که در ۲۰ مارس ۱۹۹۸ کشف شد.
قدر مطلق سیارک برابر ۸.۹ است.